# Isla Zárate
La Isla Zárate, a veces llamada Islote Zárate, es una isla perteneciente al Perú, situada en el océano Pacífico a unos 8,5 km al sureste de la península de Paracas. Abarca una superficie de aproximadamente 5,9 hectáreas. Desde el punto de vista administrativo forma parte del distrito de Paracas, en la provincia de Pisco, dentro del departamento de Ica. La isla se encuentra protegida por ley dentro de los límites de la Reserva nacional de Paracas, una reserva natural que protege y conserva muestras representativas de la diversidad biológica de los ecosistemas marino-costeros del Perú.

## Descripción geográfica
La isla Zárate se encuentra bajo la influencia de las aguas frías de la corriente de Humboldt y se localiza en torno a los 13º 59’ de latitud S y los 76° 17’ de longitud O. Tiene aproximadamente 340 metros de longitud, en sentido este-oeste, y 275 m de anchura máxima de norte a sur. La mayor altitud de la isla, alcanza 78 metros sobre el nivel del mar.
Dista de la punta más cercana de la costa, denominada punta El Puente, unos 1,3 km; y presenta una superficie plana en su parte superior con acantilados rocosos cortados a pique en su contorno. Por el lado sur destaca un grupo de rocas, visibles a poca distancia de su orilla, en donde rompe el mar con fuerza. El color blanquecino que tiene la isla, es el resultado de la mezcla de las capas de guano y la erosión de la superficie rocosa.

## Diversidad biológica

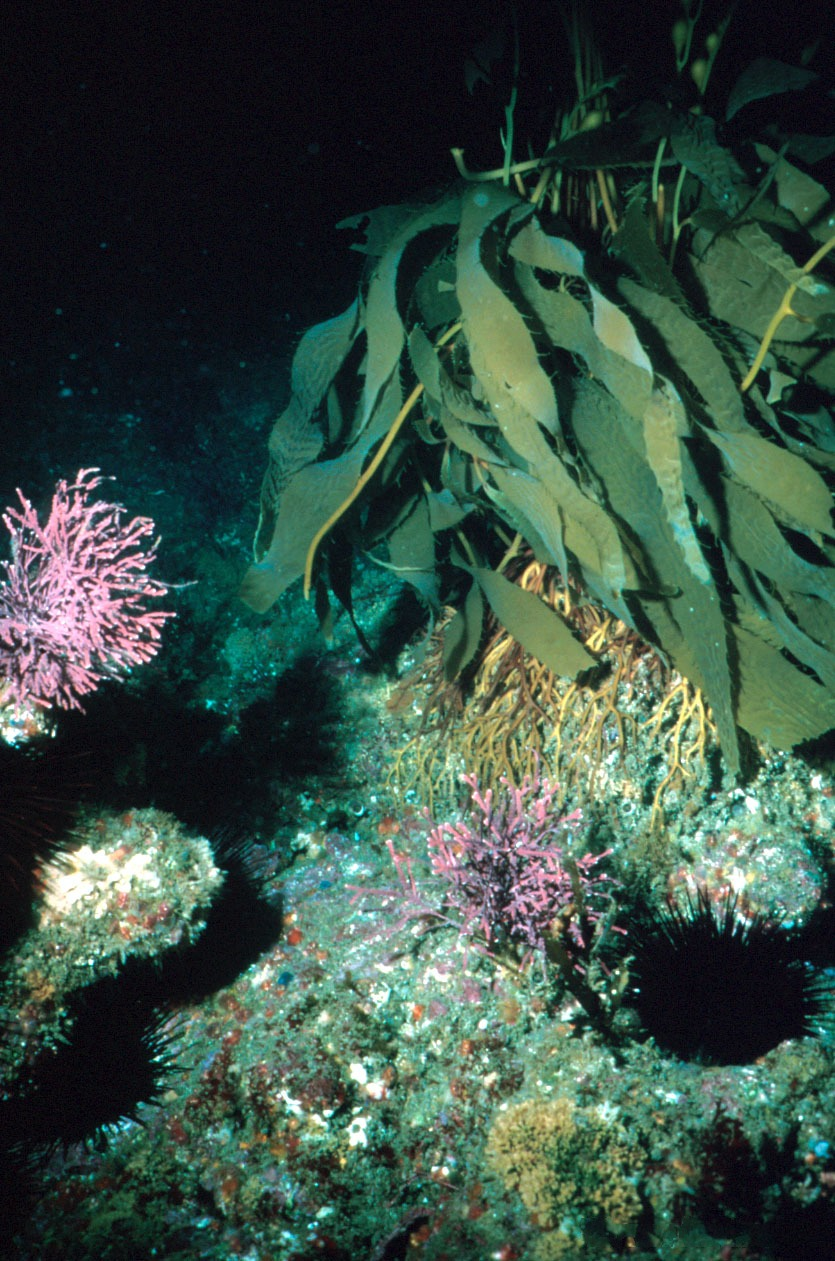
Algas gigantes o sargazos.

La isla Zárate destaca por ser una zona de alimentación y descanso de aves, y mamíferos marinos como el lobo marino chusco (Otaria flavescens) y la nutria marina (Lontra felina). En esta isla se pueden observar tres especies de aves guaneras: el pelícano peruano (Pelecanus thagus), el piquero peruano (Sula variegata) y el cormorán guanay (Phalacrocorax bougainvillii), especies que se encuentran categorizadas por la legislación peruana como en peligro de extinción.
La zona submarina que rodea la isla Zárate forma uno de los ecosistemas más ricos de la reserva nacional de Paracas, en un estudio sobre la diversidad de hábitats submareales, se registró 13 diferentes hábitats alrededor de la isla, cada uno con una estructura singular para asociaciones específicas de especies marinas. Uno de los hábitats más importantes que podemos encontrar en las aguas que circundan la isla son las praderas de algas gigantes o sargazos (Macrocystis pyrifera), algas pardas de más de 20 m de largo que forman bosques bajo el mar, la cual sostiene una rica biodiversidad marina. Ahí cientos de peces juveniles se protegen de los depredadores. Grandes cangrejos apancora (Taliepus marginatus) colgados de los tallos se alimentan de las algas. Entre los rizoides de las algas, peces como los borrachitos verdes y naranjas (Scartichthys viridis) esquivan las espinas de los erizos rojos (Loxechinus albus) que gustan tanto a las nutrias y a los humanos. Los erizos espátula (Arbacia spatuligera) patrullan en movimiento imperceptible la parte más profunda de la pradera, alimentándose de las partículas de algas desprendidas. Otras especies que se pueden apreciar en las praderas de algas son la cabrilla (Paralabrax humeralis), el chanque (Concholepas concholepas), la pintadilla (Cheilodactylus variegatus), la cabinza (Isacia conceptionis), entre otras.